# Wimbledon Open 1992
Die Wimbledon Open 1992 im Badminton fanden vom 10. bis zum 12. September 1992 im Wimbledon Squash & Badminton Club in London statt.

## Sieger und Platzierte
| Disziplin    | Gold                              | Silber                      | Bronze                        |
| ------------ | --------------------------------- | --------------------------- | ----------------------------- |
| Herreneinzel | Darren Hall                       | Anders Nielsen              | Poul-Erik Høyer Larsen        |
| Herreneinzel | Darren Hall                       | Anders Nielsen              | Kum Wai Kok                   |
| Dameneinzel  | Fiona Smith                       | Ra Kyung-min                | Alison Humby                  |
| Dameneinzel  | Fiona Smith                       | Ra Kyung-min                | Tanya Woodward                |
| Herrendoppel | Nick Ponting Dave Wright          | Andy Goode Chris Hunt       | Simon Archer Julian Robertson |
| Herrendoppel | Nick Ponting Dave Wright          | Andy Goode Chris Hunt       | Trevor Darlington Paul Holden |
| Damendoppel  | Marina Andrievskaia Elena Rybkina | Kim Jae-jung Kim Shin-young | Olga Chernyshova Choi Ma-ree  |
| Damendoppel  | Marina Andrievskaia Elena Rybkina | Kim Jae-jung Kim Shin-young | Julie Bradbury Joanne Goode   |
| Mixed        | Dave Wright Sara Sankey           | Simon Archer Joanne Davies  | Andy Goode Joanne Goode       |
| Mixed        | Dave Wright Sara Sankey           | Simon Archer Joanne Davies  | Chris Hunt Karen Chapman      |